# П'єр Віктор Оже
П'єр Віктор Оже (фр. вимова: [oʒe]; 14 травня 1899 — 24 грудня 1993) — французький фізик, спеціаліст з атомної фізики, ядерної фізики та фізики космічних променів. Один із першовідкривачів ефекту Оже, названого на його честь.

## Раннє життя
Батьком П'єра був професор хімії Віктор Оже. П'єр Оже був студентом Нормальної вищої школи у Парижі з 1919 по 1922 рік. Потім він приєднався до лабораторії фізичної хімії факультету наук Паризького університету під керівництвом Жана Перрена, щоб працювати там над фотоефектом.

## Кар'єра
У 1926 році він здобув ступінь доктора фізики в Паризькому університеті. У 1927 році призначений асистентом факультету наук і водночас заступником начальника відділу фізико-хімічного інституту біології. Керівник факультету в 1934 році та генеральний секретар щорічних таблиць констант у 1936 році. 1 листопада 1937 року призначений університетським викладачем фізики на факультеті. До 1940 року читав курс експериментальних основ квантової теорії на кафедрі теоретичної фізики та астрофізики. Він також був помічником директора лабораторії фізичної хімії. Потім він зайняв кафедру квантової фізики та теорії відносності на факультеті наук Парижа.
З 1945 по 1948 рік він був директором вищої освіти, що дозволило йому відкрити першу кафедру генетики в Сорбонні.
З 1948 по 1959 рік він керував відділом математичних і природничих наук ЮНЕСКО.
Він став першим генеральним директором Європейської організації космічних досліджень і був одним із засновників CERN.

## Наукові результати
У своїй роботі з космічними променями він виявив, що події космічного випромінювання збігалися в часі, тобто вони були пов'язані з однією подією, атмосферною зливою. Він підрахував, що енергія вхідної частинки, яка створює великі атмосферні зливи, повинна становити принаймні 1015 електронвольт (еВ) = 106 частинок по 108 еВ (критична енергія в повітрі) і десятикратний коефіцієнт втрати енергії від проходження атмосфери.
Відкритий ним процес випромінювання електронів Оже з атомів використовується в Оже-спектроскопії для вивчення елементів на поверхні матеріалів. Цей метод був названий на його честь, хоча роком раніше, в 1922 році, був незалежно відкритий Лізою Мейтнер в іншому і тоді суперечливому контексті про природу бета-променів.

## Визнання
- Він був президентом Centre international de calcul (Рим).
- 1977 року був обраний членом Французької академії наук.
- З вересня 1969 року по червень 1986 року він вів передачу з популяризації науки в п'ятницю ввечері на громадській радіостанції France Culture під назвою «Великі дороги сучасної науки» (фр. Les Grandes Avenues de la science moderne).
- Його іменем названо найбільший у світі детектор космічних променів, обсерваторію П'єра Оже[9][10].